# Francisco López Contardo
Francisco "Chaleco" López (Curicó, 1975. szeptember 15.) chilei motokrosszversenyző. A 2010-es Dakar-rali harmadik helyezettje, a verseny többszörös szakaszgyőztese.

## Pályafutása

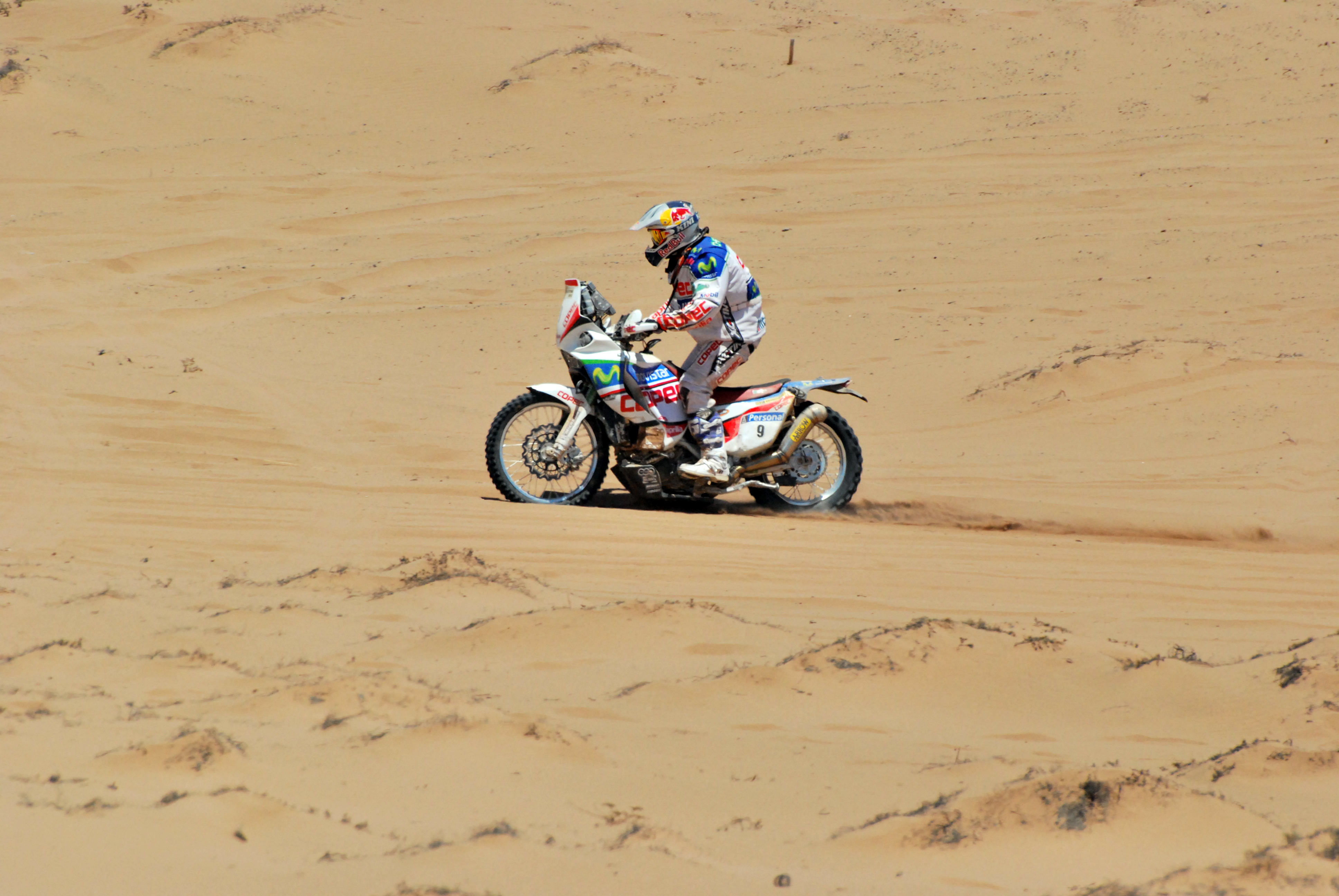
Apriliával a 2010-es Dakar-ralin

Édesapja, a nemzeti bajnok motokrosszos Renato López bátorítására kezdett motorozni négyéves korában. 1989-ben megnyerte a latin amerikai motokorossz-bajnokság 85 köbcentiméteres géposztályát, 1990 és 1994 között pedig a chilei nemzeti bajnokság 125 köbcentiméteres kategóriájában szerepelt, ahol két bajnoki címet nyert. 1995 és 2000 között már a 250 köbcentiméteres kategóriában volt eredményes, és '96-tól 2000-ig sorra nyerte a bajnokságokat.
2001-ben egy francia, 2003-ban pedig egy brazil hat napos enduroversenyen győzött. 2006-ban a tereprali-világkupa futamain ért el sikereket. 2007-ben indult először a Dakar-ralin, a versenyen azonban nem ért célba. 2008-ban az akkor elmaradt Dakar-ralit pótló Közép-Európa Ralin lett második David Casteu mögött, 2009-ben pedig egy szakaszgyőzelmet szerzett a Dakaron. A 2010-es versenyen három szakaszgyőzelemmel a harmadik helyen zárt, amellyel beállította honfitársa, Carlo de Gavardo legjobb eredményét.

## Eredményei

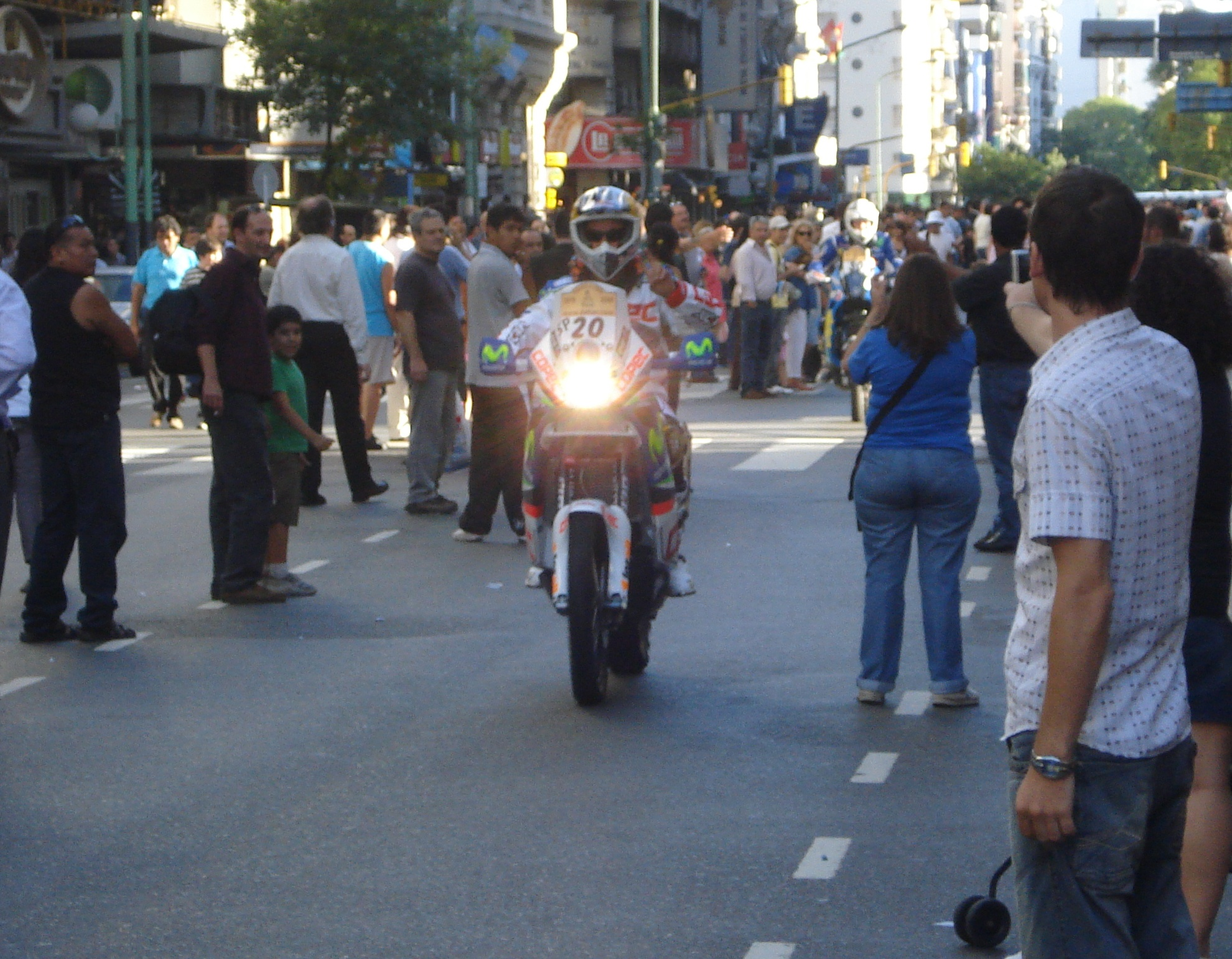
A 2009-es Dakaron

Eredményei a Dakar-ralin
| Év   | Motor   | Szakaszgyőzelem | Helyezés |
| ---- | ------- | --------------- | -------- |
| 2007 |         | -               | kiesett  |
| 2009 |         | 1               | Kiesett  |
| 2010 | Aprilia | 3               | 3.       |
| 2011 | Aprilia | 1               | 4.       |
| 2012 | Aprilia | 1               | Kiesett  |
| 2013 |         |                 |          |